# Гавінчук Григорій Данилович
Григо́рій Дани́лович Гавінчу́к (*26 березня 1908, Сивороги, Дунаєвецького району, Хмельницької області) — краєзнавець, дослідник історії Миньковеччини.
Народився Григорій Данилович у сім'ї селян. Навчався у Сиворогівській та Миньковецькій школах. Семирічку закінчив з відзнакою. Наступною була Новоушицька профтехшкола, педагогічні курси. З вересня 1929 року Г. Д. Гавінчу́к працював в селі Куча Новоушицького району вчителем початкових класів. 1930 року перейшов вчителювати в Бородянський район Київської області. Заочно закінчив Київський педагогічний інститут ім. М. Г. Горького.

## Діяльність

### Військова діяльність
9 липня Гавінчук був мобілізований до армії. Воював, був командиром батальйону на Південно-Західному фронті, секретарем партійного бюро 1493-го саперного батальйону, помічником начальника штабу 1-ї армії, начальником кадрів артилерії 1-ї армії Білоруського фронту. Нагороджений медалями «За оборону Сталінграда», «За визволення Варшави», «За взяття Берліна», орденами Вітчизняної війни 1-го ст., Бойового Червоного Прапора. У 1945—1946 рр. Крайова Рада Народова нагородила Г. Д. Гавінчука орденом Польщі — срібним хрестом «За хоробрість», двома бронзовими військовими медалями. Удостоєний також орденського знаку «Грюнвальд — Берлін 1940—1945».

### Викладацька діяльність
Після демобілізації Григорій Гавінчук працював директором Миньковецької середньої школи. 1947 року обирався депутатом обласної Ради. У січні 1950 року був обраний головою Новоушицької районної Ради. У квітні 1953 року очолив Миньковецький райвідділ народної освіти, викладав фізику в Миньковецькій середній школі. За учительську роботу нагороджений орденом Трудового Червоного Прапора, знаком «Відмінник народної освіти», у вересні 1949 року — медаллю «За трудову відзнаку».

## Про Гавінчука
- Сливка А. П. Г. Д. Гавінчук — дослідник минулого нашого краю // Дунаєвеччина очима дослідників, учасників і свідків історичних подій: Збірник історико-краєзнавчих праць. — К.; Дунаївці; Кам'янець-Подільський: Абетка-Нова, 2000. — Вип. П. — С. 276—277.
- Білий О. П., Білий П. А. Миньковеччина: історичний нарис. — Кам'янець-Подільський, 2004. — С. 145, 148.